# Dendrocygna eytoni
La dendrocigna falcata, anatra fischiatrice piumata o dendrocigna piumata (Dendrocygna eytoni Eyton, 1838) è un uccello appartenente alla famiglia degli Anatidi diffuso in Australia.

## Biologia
Il corpo snello ed eretto e il collo e le zampe lunghe di questa specie sono caratteri tipici delle anatre fischiatrici. In volo la testa e il collo sono distesi e pendono leggermente in giù, dando all'uccello un aspetto ingobbito. Questi sono uccelli socievoli che vivono in stormi rumorosi presso l'acqua, spostandosi di zona in zona quando le paludi si asciugano stagionalmente. Le coppie rimangono unite per la vita e nidificano sulla terraferma, portando, in seguito, i pulcini all'acqua. Si alimentano pure sulla terraferma, mangiando foglie e semi di erbe e di piante basse. Frequentano le paludi nei periodi più secchi per nutrirsi di giunchi e carici.

### Riproduzione
Il nido è costituito da una depressione nel terreno tra la vegetazione, imbottita di erba, solitamente coperta da un cespuglio e nascosta a poca distanza dall'acqua.

## Distribuzione e habitat
Vive in Australia settentrionale e orientale.